# 电子交易平台

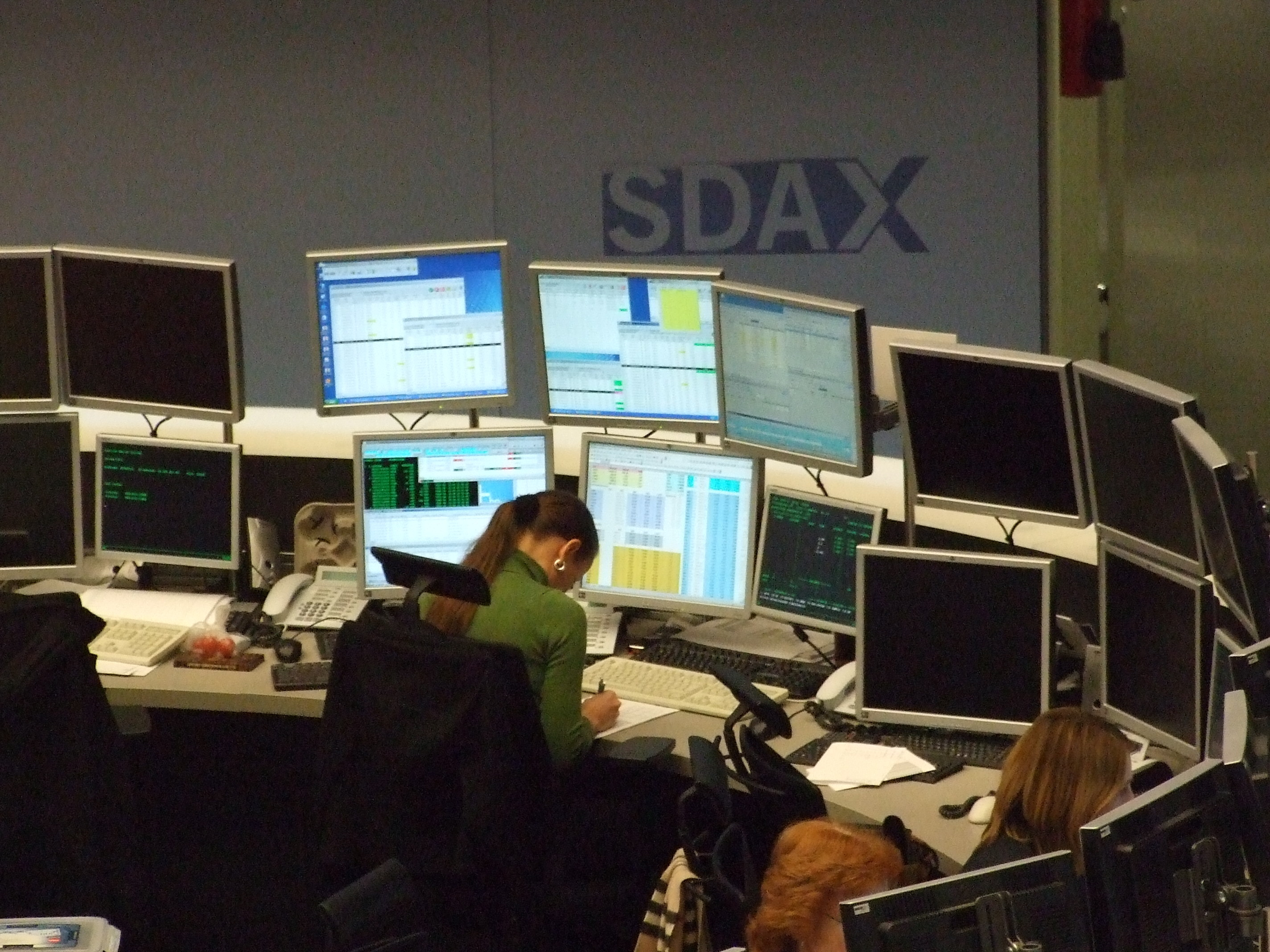
位於德意志交易所的电子交易平台

在金融领域，电子交易平台（有時也稱在线交易平台）是指一种通过网络进行金融产品交易的计算机/智能手機软件程序。用戶可以在电子交易平台上与金融中介（證券商、做市商、投资银行或证券交易所）进行交易，也可以與其他個人投資者直接进行交易。交易的金融產品包括股票、债券、货币、商品、金融衍生工具等。电子交易平台可以提供实时市场价格，并可能提供额外的交易工具，如图表、新闻和账户管理功能。此外用户可以在任何地点通過电子交易平台进行金融产品交易。而传统上，金融產品是通過交易所内的公开喊价和电话溝通進行交易。